# Уда (притока Тасєєви)
У́да (рос. Уда) — річка в Іркутській області і Красноярському краї Росії, ліва складова Тасєєви у басейні Ангари.

## Географія
Річка Уда витікає з гірського озера. При злитті з Бірюсою утворює річку Тасеєву.
За характером протікання Уда поділяється на Верхню (від витоку до селища Алигджер) і Нижню (від Алигджеру до гирла).
Нижче від селища Новочунського річка носить назву Чуна.
Верхів'я Уди є традиційним місцем проживання тофаларів.
Довжина річки — 1203 км, площа басейну — 56 800 км².

## Гідрологія
Показники витрат води у верхів'ї Уди становлять бл. 40 м³/с, після злиття з р. Кара-Бурень збільшується до 60-80 м³/с. У гирлі до 300 м³/с.
Для водного режиму Уди притаманні літні паводки і нетривалі весняні повені.
Живлення річки є переважно дощовим (63%), здійснюється також за рахунок ґрунтових вод (25%) і снігу (12%).
Спостереження за водним режимом річки Уди, яке проводилось протягом 21 року (1978–1999) на станції в селі Чунояр, розташованої за 168 км від гирла, впадіння її у Тасєєву. Середньорічна витрата води яка спостерігалася тут за цей період становила 285,40 м³/с для водного басейну 51 600 км², що становить близько 86% від загальної площі басейну річки. За період спостереження встановлено, що річка розкривається в кінці квітня — травні, замерзає в кінці жовтня — листопаді. Для водного режиму характерні літні паводки і нетривала весняна повінь. Мінімальний середньомісячний стік за весь період спостереження становив 44,15 м³/с (у березні), що становить близько 6% від максимального середньомісячного стоку, який відбувається у травні місяці та становить — 744,42 м³/с.
За період спостереження, абсолютний мінімальний місячний стік (абсолютний мінімум) становив 19,2 м³/с (у лютому 1979 року), абсолютний максимальний місячний стік (абсолютний максимум) становив 1110,0 м³/с (у травні 1999 року).